# Emarcusia morroensis
Emarcusia morroensis är en snäckart som beskrevs av Roller 1972. Emarcusia morroensis ingår i släktet Emarcusia och familjen Facelinidae. Inga underarter finns listade i Catalogue of Life.